# Фуа-Кандаль, Анри-Франсуа де
Анри-Франсуа де Фуа-Кандаль (фр. Henri-François de Foix-Candale; 1640 — 22 февраля 1714), герцог де Рандан, называемый герцогом де Фуа — французский аристократ, последний представитель дома де Фуа.

## Биография
Второй сын Жана-Батиста-Гастона де Фуа-Кандаля, графа де Флекса, и Мари-Клер де Бофремон, маркизы де Сенсе, наследницы герцогства Рандан.
Пэр Франции, граф де Флекс, капталь де Бюш, маркиз де Сенсе.
Крещен в 1644 году, имя было дано крестными: кардиналом Франсуа де Ларошфуко, его двоюродным дядей, и мадам де Сенсе.
В 1665 году наследовал своему старшему брату Жану-Батисту-Гастону, герцогу де Рандану, не оставившему сыновей.
Участвовал в бою при Турне (1667). В 1688 году был пожалован в рыцари орденов короля, 17 декабря того же года представил доказательства знатности своего дома и 31-го получил цепь ордена Святого Духа.
После заключения в июне 1696 франко-савойского сепаратного мира герцоги де Фуа и де Шуазёль были оставлены заложниками при туринском дворе до завершения реституции земель, оккупированных французами, и бракосочетания принцессы Савойской с герцогом Бургундским.
Герцог де Сен-Симон по этому поводу пишет, что Фуа «всю жизнь думал лишь о своих удовольствиях и о том, как бы поразвлечься в приятной компании», и сообщает про обоих герцогов:

…оба они не отличались особым умом и не имели ни малейшего представления о том, на что имеют право претендовать, а потому их было очень легко удовлетворять ничтожными подачками и морочить несбыточными обещаниями; в них не было ничего от истинных придворных, и они не пользовались особым уважением, хотя и были оба очень знатного рода и кавалерами Ордена Святого Духа. Такое сочетание в высшей степени устраивало герцога Савойского. Он видел, что ему всеми силами стремятся угодить, так как Франция остро нуждалась в союзниках: он  предложил Королю прислать этих двух герцогов, и тот согласился, дав каждому по двенадцать тысяч ливров на экипаж, слуг и одежду и по тысяче экю в месяц. — Герцог де Сен-Симон. Мемуары. 1691—1701. — М., 2007. — С. 247
В конце того же года, после объявления нейтралитета Италии и снятия осады Валенцы, герцоги были отпущены во Францию.
Анри-Франсуа составил завещание 14—15 февраля 1714 и умер через несколько дней. Погребен в церкви капуцинов в Париже.
Он был последним, кто носил имя и герб дома де Фуа.
Жена (1674): Мари-Шарлотта де Роклор (ок. 1655—22.01.1710), дочь герцога Гастона-Жана-Батиста де Роклора и Мари-Шарлотты де Дайон дю Люд. Брак бездетный
Владения перешли к его кузену герцогу де Лозёну.